# Erythrops bidentata
Erythrops bidentata är en kräftdjursart som beskrevs av Nouvel 1973. Erythrops bidentata ingår i släktet Erythrops och familjen Mysidae. Inga underarter finns listade i Catalogue of Life.